# Bòrd na Gàidhlig
Bòrd na Gàidhlig [bɔːɹʃt nə kaːlʲikʲ] är ett organ tillsatt av den skotska regeringen med ansvar för det skotsk-gaeliska språket. Bòrd na Gàidhlig tillsattes 2005, i samband med att skotsk gaeliska blev ett av Skottlands officiella språk.
Dess primära mål är:
- att öka antalet skotsk-gaelisktalande
- att stärka det språkets ställning i samhället och hemmet
- att lyfta fram den skotska gaeliskan som en del av Skottlands kulturliv
- att främja användandet av den skotska gaeliskan i varje del av det skotska vardagslivet

Dess uppgifter är:
- att utveckla en stategisk "nationell skotsk-gaeliskplan"
- att arbeta med organisationer med intresse för språket
- att bearbeta en strategi för utbildning på skotsk gaeliska